# オトミ族
オトミ族（オトミぞく、Otomi）は、メキシコに住む民族。

## 居住地
主にイダルゴ州、メキシコ州に住んでいる。

## 生活
主食はトウモロコシ、カボチャ、豆類。
オトミ族中最も保守的な集団も19世紀に入るとメスチーソの農耕技術を採り入れ、文化に同化したため、部族の特色といえるものはほとんど残っていない。